# 中川礼二
中川 礼二（なかがわ れいじ、1972年〈昭和47年〉1月19日 - ）は、日本のお笑いタレント。兄弟漫才コンビ・中川家のツッコミ担当で、主に「礼二」あるいは「中川家・礼二」と表記される。相方の剛は実兄。
大阪府守口市出身。吉本興業（東京本社）所属。吉本総合芸能学院（NSC）11期生。
血液型はA型。身長171cm、体重75kg。既婚。

## 略歴
近畿情報高等専修学校卒業。高校時代はラグビー部に所属していた。卒業後はリコーで勤務、「営業トップ賞」を受賞したこともあった。1992年、NSCに兄の剛と入学し、中川家を結成。番組出演時の表記は「中川家 礼二」とされることも多い。
1998年に一般女性と結婚するも離婚。2009年4月に、愛知県出身でピアノ講師の一般女性と再婚。同年11月には第一子となる長女が、2019年9月に第二子となる長男が誕生した。
自身も第1回に中川家として出場し、優勝したM-1グランプリの審査員を復活後の第11回（2015年）から担当している。

## 人物・エピソード
ものまねレパートリーが豊富で「デパートの惣菜売り場」「スーパーの鮮魚売り場」「一人暮らし」「深夜」「引っ越し作業」「スピード違反」「ローカルCM」「パートから帰ってきたおかん」「90年代、2000年代の通天閣のおっちゃん」といった日常モノマネに加え「北朝鮮のアナウンサー」「中国外務省の報道官」「韓国の焼肉店」など外国人ものまねもある。

### 鉄道関連
- 大の鉄道ファン[4]。特に京阪電鉄の全般に詳しく、幼い頃は同社に勤めることが夢だった。そのため地元である京阪線（主に淀屋橋停車中の急行出町柳行きの停車駅のアナウンス）、JRの車掌のモノマネなどを得意とする。高等学校時代は御殿山駅まで通学しており、好きな駅は森小路駅など。また、旧・京阪宇治交通のバスを同駅前で見るのも好きだった（京阪神エルマガジン社発行『まるごと京阪沿線』より）。
- 子供の頃、毎日トイレの小窓から顔を出して車掌などのモノマネをしていたために母親に自宅から数駅の関西医科大学附属滝井病院に連れて行かれた事がある（漫才、コントでネタにされている）。
- 「出発進行」なる名義で、「鉄道漫談」という単独ネタがあった。
- 鉄道ファンを題材にしたテレビドラマ『特急田中3号』（TBSテレビ）第8 - 10話にゲスト出演した（旅行代理店「タイガートラベル」社長役）。また、鉄道運転士を描く映画『RAILWAYS 愛を伝えられない大人たちへ』には主人公（演・三浦友和）の同僚運転士役で出演した。
- 山陽電鉄のCMに出演し、車掌のモノマネを演じている。
- 2008年5月、関西の大手私鉄を題材とした著書『笑う鉄道』（ワニブックス）を刊行。憧れだった京阪電車の制服・制帽を身にまとい、6000系とのツーショット（寝屋川車庫で撮影）で表紙を飾った。
- 『爆笑レッドシアター』（フジテレビ）のツッコミ選手権の、2010年9月1日放送の舞台が「新幹線」の回に出場し、鉄道ファンにしかわからないマニアックな部分（例:記念カードの広告写真に写っている車両の間違いなど）にまでツッコミを入れ、優勝したことがある。
- 杉ちゃん&鉄平のアルバム『電クラ3 〜線路は続くよどこまでも〜』の「パッヘル（発車）ベルのカンサイ」のアナウンスとして参加している。また、2015年9月発売のタッキー&翼「16.山手線内回り〜愛の迷路〜」にも参加している[5]。
- 2011年8月20日、京阪電気鉄道・よしもとクリエイティブ・エージェンシー共同企画商品「中川家礼二の京阪電車音声キーホルダー」を限定発売。京阪電車5駅の駅名看板型キーホルダーのボタンを押すと、その駅の発車メロディ（祇園四条駅と出町柳駅は車内メロディ）とその駅にまつわる礼二のオリジナルアナウンスが流れる。
- 2011年8月30日、京阪電気鉄道・よしもとクリエイティブ・エージェンシー・株式会社JTB西日本の共同企画、中川家礼二車掌がご案内「京阪特別列車＆よしもと鉄道クラブ特別公演」を開催。普段乗車できない区間（車庫内等）を運行する特別列車に礼二が車掌に扮し、本人の車内放送を聞きながら乗車する企画だった。
- 「京阪電車寝屋川車両基地びわこ号復活プロジェクト」のプロジェクト・アドバイザーに就任。京阪電車寝屋川車両基地に保存されている往年の名車「びわこ号」を寝屋川市と京阪電気鉄道が市民参画で復活させる取組を応援した。2012年10月から2013年3月まで京阪がこのプロジェクトへの協力の一環として運行した「ギャラリートレイン」には、礼二の応援ポスターが掲示された[6]。2014年11月9日に寝屋川車庫で実施された「びわこ号復活記念乗車会」にも京阪の乗務員制服を着用の上、ガイド役として出席した[7]。
- 鉄道モノマネについてはゲーム『電車でGO!』などで有名な立川真司から許可を取っているとのこと（礼二の方が有名になったため）。
- 好きなYouTuberに主に鉄道解説、旅行等の動画を投稿しているスーツを挙げ、中川家のYouTubeチャンネル「中川家チャンネル」や笑福亭鶴瓶のトークバラエティ番組『チマタの噺』で紹介している。また、スーツがクイズバラエティ番組『超逆境クイズバトル!! 99人の壁』に出演した際には応援メッセージを送っている。
- 新幹線のトイレのモノマネは近鉄特急から始めた
- 西武グループのプロ野球チームである埼玉西武ライオンズのファンである[8]。

### 東大阪の岩本さん
『痛快!明石家電視台』（毎日放送）など、明石家さんまとのカラミでは、「東大阪の岩本さん」という架空の人物を演じることがある。
岩本さんは東大阪でネジ工場を経営しており、とても陽気で女好き。結構儲かっているらしく、社員旅行で沖縄へ行ったり、正月にスナックのママと海外旅行へ行っている。岩本さんは何故かさんまと仲が良く、「さんまちゃん」と呼び、毎回女の子の話をしている。ゴルフ中にさんまにつっこもうとして、側溝に片足をつっこみ転んだことがある。一度キャディー役で岩本さんの奥さんが登場した。演者は礼二で、典型的な大阪のオカン。さんまを見ると「やー! さんまちゃんやー!」と喜び、「触っとこ」とさんまに軽くタッチする。
2004年12月、『リチャードホール』で「東大阪の岩本さん」を主人公としたコント「岩本さんクリスマスプレゼントを買いに行く」が中川家によって制作されたが、同番組で既に放送していた阪神タイガース私設応援団のコント「枚方はん」とキャラが被ることや、「尺が長すぎる（約40分あった）」との理由でお蔵入りとなり、岩本さんが登場する冒頭部分のみ放送された（DVD『リチャードホール同窓会 桔梗の間』に収録）。リチャードホールDVD『リチャードホール同窓会 菊の間』収録の中川家インタビューによるとコント内容は「岩本さんがクリスマスツリーを破壊する」というものだったという。
岩本さん登場10周年記念スペシャルとして、2014年8月18日放送の『痛快!明石家電視台』では、明石家メンバーと岩本さんと従業員のカメラ好きの西村くん（剛）とで、東大阪を巡るツアーが放送された。

## 出演

### テレビ番組

#### 現在
- それゆけ!中川電鉄（鉄道チャンネル→TOKYO MX→MONDO TV）
- 中川家礼二の鉄活（TOKYO MX）
- PS純金（中京テレビ、中京ローカル）
- アメトーーク（テレビ朝日） - 不定期出演[10]
- M-1グランプリ（テレビ朝日） - 2015年大会より審査員を担当
- 友近・礼二の妄想トレイン（2020年6月8日 - 、BS日テレ）- MC[11]
- ジモトに乾杯!居酒屋礼二（2022年5月7日 - 、J:COMチャンネル大阪）
- 中川家礼二の沿線いちオシ!（不定期、NHK総合）

#### 過去
- タモリ倶楽部（テレビ朝日）- 鉄道企画の際に不定期出演。
- 愛の修羅バラ!（読売テレビ・中京テレビ、関西ローカル&中京ローカル、日曜 11:40 - 12:35）
- 三人衆の日本紀行 男の鉄学（鉄道チャンネル）
- ピラメキーノ（テレビ東京系、「クイズ鉄道キング」コーナー司会）
- 中川家礼二の鉄学の時間（鉄道チャンネル→MONDOTV）
- 笑神様は突然に…（日本テレビ） - 礼二、宮川大輔ら4人で「鉄道マニアの旅」の企画で準レギュラー出演。
- とんねるずのみなさんのおかげでした「2億4千万のものまねメドレー選手権」（フジテレビ） - 第2回、第4回、「仮面の舞踏会ものまねメドレー選手権」の、実質3回出場。
- ビットワールド（2017年4月7日 - 不定期出演、NHK Eテレ） - 番組内コーナー「かわりに言ってよ！レイジー！」腹話術人形 レイジー役
- 中川家礼二の美食鉄道（2019年1月5日、TOKYO MX） - 進行
- 鉄道伝説 鉄道の日SP 決定!歴史を駆け抜けた日本の鉄道車両ベスト30（2019年10月13日、BSフジ） - MC[12]
- 雨上がりの「Aさんの話」〜事情通に聞きました!〜（ABCテレビ）- 不定期出演
- 快傑えみちゃんねる（関西テレビ）- 不定期出演

### テレビドラマ
- グッド★コンビネーション（2001年1月8日 - 12日、NHK BS2、NHK総合） - 的場ヒロシ 役
- 大河ドラマ 龍馬伝 （2010年11月28日、NHK総合） - 越前藩士・三岡八郎 役
- ラブコンプレックス（2000年10月12日 - 12月21日、フジテレビ） - パンチライン・ミノル 役
- 特急田中3号 第8-10話（2007年6月1日 - 15日、TBSテレビ） - 鉄道マニアの旅行会社社長・島岡善蔵 役
- トンスラ（2008年10月5日 - 12月28日、日本テレビ） - 教団の企画部長 役
- デカ 黒川鈴木 （2012年1月26日、読売テレビ） - 田口 役
- ひとつ星の恋〜天才漫才師 横山やすしと妻〜（2014年11月23日・11月30日、NHK BSプレミアム） - 西川きよし 役
- 黄昏流星群（2018年10月11日 - 12月13日、フジテレビ） - 川本保 役[13]
- 孤独のグルメ Season7 特別編（2018年12月31日、テレビ東京） - 中田 役[14]
- 心はロンリー気持ちは「…」FINAL（2024年4月27日、フジテレビ）[15]

### 映画
- 80デイズ（2004年、洋画吹き替え、ウィルバー・ライト役）
- スクール・ウォーズ HERO（2004年、赤塚 役）
- さらば愛しの大統領（2010年、容疑者 役）
- RAILWAYS 愛を伝えられない大人たちへ（2011年、楠木雅也 役）

### テレビアニメ
- まっすぐにいこう。（2003年、てんちょう 役）
- ミチコとハッチン（2008年 - 2009年、ラム・イン 役）
- 新幹線変形ロボ シンカリオン（2018年 - 2019年、車内アナウンス 役）

### 劇場アニメ
- ポケモン・ザ・ムービーXY 破壊の繭とディアンシー （2014年、アルガス 役）
- それいけ!アンパンマン おもちゃの星のナンダとルンダ（2016年7月2日、ナンダ 役）

### CM
- 2014年防犯キャンペーン「ATMおばちゃん」（2014年、ACジャパン）
- CoCo壱番屋（2015年4月 - ）
- 森永乳業「トリプルアタック」ヨーグルト・ドリンクヨーグルト（2018年、藤田弓子、あき竹城と共演）

### スポーツ番組
- スカパー!プロ野球セット開幕直前野球番組対抗スペシャル（2017年3月28日、生放送、BSスカパー!） - MC・進行（倉持明日香と司会）
- プロ野球セットpresents プロ野球ワイド2017（BSスカパー!、2017年7月23日、8月6日、8月20日） - MC・進行（倉持明日香と司会）

### イベント
- 特別展 天空ノ鉄道物語（2019年12月3日 - 2020年3月22日、六本木ヒルズ 森アーツセンターギャラリー&スカイギャラリー） - アンバサダー[16]。

## 書籍
- 中川家礼二『中川家礼二責任編集長 『笑う鉄道』 関西私鉄読本』ヨシモトブックス、2008年5月2日。ISBN 978-4847017698。
- 中川家礼二『中川家礼二 責任編集 『笑う鉄道上京編 関東私鉄読本』』ヨシモトブックス、2009年5月24日。ISBN 978-4847018442。
- 中川家礼二、原武史『「 鉄塾 」 ～関東VS関西 教えて！都市鉄道のなんでやねん？～』ヨシモトブックス、2011年7月19日。ISBN 978-4847019999。

## DVD
- 「京阪電車　新型車両3000系コンフォート・サルーン『快速急行』運転席展望」/「京阪電車　沿線散歩＋α」（2枚組）京阪エージェンシー - 沿線紹介コーナーでナビゲーションを担当

## CD
- 『山手線内回り〜愛の迷路〜』タッキー&翼（2015年9月23日、フィーチャリングで参加）